# Petronel Zahariuc
Petronel Zahariuc, istoric, medievist, profesor universitar doctor la Facultatea de Istorie a Universității „Alexandru Ioan Cuza”, din Iași. Din 2002, doctor în Istorie; specialist în istorie politică și religioasă; Premiul „A. D. Xenopol” al Academiei Române, pentru lucrarea Țara Moldovei în vremea lui Gheorghe Ștefan voievod, Iași, 2003.

## Lucrări semnificative
- Țara Moldovei în vremea lui Gheorghe Ștefan voievod (1653-1658), Editura Universității « Alexandru Ioan Cuza », Iași, 2003.
- Documente românești din Arhiva Mănăstirii Xiropotam de la Muntele Athos. Catalog, vol. I, în colaborare cu Florin Marinescu și Ioan Caproșu, Ed. Universității “Al. I. Cuza”, Iași, 2005.